# Buhta Russkogo Soldata
Die Buhta Russkogo Soldata (Transliteration von russisch Бухта Русского Солдата Buchta Russkowo Soldata, deutsch ‚Russische-Soldaten-Bucht‘) ist eine Bucht an der Ingrid-Christensen-Küste des ostantarktischen Prinzessin-Elisabeth-Lands. Sie liegt nordöstlich von Shcherbinina Island, die zu den Rauer-Inseln gehört.
Russische Wissenschaftler benannten sie zu Ehren der russischen Soldaten.